# Toy art
Toy art, designer toys, urban vinyl, etc, são vários termos que definem o conceito de "brinquedo de arte". É um brinquedo feito para não brincar, dirigido para pessoas com idade acima de 14 anos - especialmente adultos - e com o intuito de colecionismo e/ou decoração. O toy art é, em síntese, uma "tela" em 3 dimensões para artistas e designers expressarem sua arte. Toy Art é manifestação contemporânea que se apropria do brinquedo para mesclar design, moda, graffiti (arte) e urbanidade.
Porém, na prática não são brinquedos. Brinquedos comuns costumam serem produzidos aos milhões e suas séries são constantemente relançadas devido ao sucesso. Um  toy  art sempre terá tiragem limitada, numerada ou assinada, e não será relançado - a não ser se for criada nova versão de grafismo. Brinquedos são para crianças brincarem (posteriormente, destruir ou passar adiante). Um toy art é para um adulto ou adolescente colecionar, guardar e cuidar. Quando tem algum membro articulável, serve apenas para mudar a pose na exibição. A temática de um brinquedo é geralmente infantil, baseada em bichinhos, personagens famosos, de desenhos animados ou super-heróis. Os temas de um toy art podem ser meigos, violentos, subversivos, políticos, cômicos, criativos ou de linguagem urbana, underground, erótica, satírica, etc. O intuito do toy art  é, como qualquer obra de arte, causar alguma reação no observador. Bons exemplos: O palhaço do "Ronald McDonald´s" de Ron English e o "Mickey" de Keith Haring.

## História
Em 1998, um desconhecido artista de Hong Kong, Michael Lau, levou para uma amostra de brinquedos alguns GI Joe (o nosso conhecido Falcon) remodelados e customizados, com roupagem hip-hop, logos, correntes e jeans. Fizeram o maior sucesso, pois eram diferentes de tudo que se havia visto. Essa criatividade estimulou a imaginação de muitos artistas e pessoas normais. Lau fez 101 figuras customizadas assim. Hoje elas valem como verdadeiras jóias.
Michael Lau ganhou status de mito, e é citado sempre que se fala nas origens do movimento, ao lado de James Jarvis, Eric So, Bounty Hunter, Brothersfree, Jason Siu, Tim Tsui, Jakuan, Furi Furi e outros. O Big Bang de 1998 reverberou no mundo todo.

## Materiais
Qualquer material pode ser utilizado para se fazer um toy art. Os nacionais são geralmente de tecido ou plush, por serem de fácil manufatura e acesso. Já os importados costumam ser de vinil ou materiais plásticos, de processos bem mais caros e industriais. Existem também de madeira, metal, resina e até papel.

## Termos recorrentes
Com a toy art surgiram vários termos recorrentes, que são comuns entre artistas, fabricantes e colecionadores.
DIY
Do It Yourself, ou "faça você mesmo". São toys customizáveis, geralmente brancos, sem desenho algum. São vendidos para quem quiser fazer a arte do seu jeito, criando um design exclusivo. Usa-se tintas, canetas especiais, tecidos, acessórios, etc. 
Customs
Customs (ou customizações) são toys modificados por artistas para se obter um design único, aproveitando a produção e formato do mesmo. É o caso dos GI-Joes citados, ou mesmo os DIY preparados para esse fim. Vários artistas vivem exclusivamente de customizações, vendendo ou leiloando suas criações. 
Séries
Uma série é uma linha de variações gráficas sobre um mesmo modelo de toy. Também podem ser vários toys de formas diferentes sobre um mesmo tema, ou variações de formas e/ou desenhos de um só artista. Uma série típica possui cerca de 10 a 15 toys, entre comuns e chases. 
Blind Box
São toys que vêm em pequenas caixas lacradas, e quem compra não sabe o que tem dentro. A desvantagem: você pode comprar dois boxes e tirar o mesmo toy. A vantagem: se você der sorte, pode tirar um item raro, que pode valer no mercado centenas de dólares.
Ratio
Nas Blind Boxes, é a proporção em que você pode encontrar o toy. Por exemplo, se um toy tiver ratio de 2/25, você poderá encontrar dois iguais num lote de 25 boxes. Os mais raros são os 1/100, 1/400, por exemplo.
Porém, existem casos em que mesmo sendo comuns, alguns toys se tornam raros, por serem mais procurados ou desejáveis.
Chases
São unidades secretas de uma série ou de determinado toy. Geralmente a figura não vem impressa nas embalagens e não é divulgada logo de início. Também chamados de mystery figures. 

## Contemporaneidade
Toy Art é um universo relativamente novo na arte contemporânea e no design, um movimento que cresce a cada ano e já existem no mundo várias lojas vendendo séries de brinquedos criados por grafiteiros, ilustradores e artistas plásticos. Algumas delas, porém, podem se dedicar a customização de um único personagem ou uma única série de personagens.

 obrigada pela preferencia